# Південна Нігерія (протекторат)
Південна Нігерія — протекторат Великої Британії у південній частині сучасної Нігерії, створений 1 січня 1900 року, з'єднанням Протекторату Нігерський берег і частини земель Королівської Нігерійської компанії (нижче міста Локоджа за течією Нігеру).
У 1906 році до протекторату була приєднана колонія Лагос і територія стала офіційно іменуватися Колонія і Протекторат Південна Нігерія. В 1914 році Південна Нігерія була об'єднана з Північної Нігерією створивши єдину колонію — протекторат Нігерія. Об'єднання було зроблено з економічних, а не політичних причин — Північна Нігерія мала істотний дефіцит бюджету, а колоніальна адміністрація прагнула використати профіцит бюджету у Південній Нігерії для вирівнювання балансу.